# Matthew Barney
Matthew Barney (født 25. marts 1967 i San Francisco, Californien) er en kunstner, der arbejder med film, skulpturer, fotografier, tegninger og installationskunst.
Barney tilbragte delvist sin ungdom i Idaho, hvor han regelmæssigt spillede fodbold på sit high school-hold, og delvist i New York City hos sin mor, der introducerede ham for kunst og museer. Denne blanding af sport og kunst, har inspireret hans senere arbejde som kunster. Han modtog en B.A. fra Yale University i 1989. Han arbejdede også kort som model. 
Filmserien The Cremaster Cycle er Barneys mest kendte værk.
Matthew Barney vandt en pris ved filmfestivallen i Venedig i 1993. I 1996 var han den første modtager af Hugo Boss Prisen. Hans værk smykker også Arto Lindsays album Prize (1999).
Hans seneste udgivelse, Drawing Restraint 9, er en kunstfilm, lavet i samarbejde med hans daværende kone, den islandske sangerinde Björk. De spiller begge med i filmen. Soundtracket er produceret af Björk. 
Med Björk har han en datter, Isadóra (født 3. oktober 2002)